# Anna Xarihina
Anna Borysivna Xarihina (Ucraïna, 1978) és una activista LGBT i feminista ucraïnesa. És una de les cofundadores de l'Associació de les Dones Esfera, una organització de feminista lesbiana dins Khàrkiv, i de la ONG Kyiv Pride, el comitè organitzador de la desfilada de l'orgull a Kíiv.
Xarihina i la seva companya, Vira Txemigina, han estat implicades en la comunitat de LGBT ucraïnesa i en les organitzacions lesbianes durant deu anys. Van organitzar les primeres marxes per la igualtat a Kíiv. El segon, celebrat el 2015, va tenir l'acompanyament de la policia i va rebre el suport d'un bon nombre de personalitats públiques. Tanmateix, la marxa només va durar 15 minuts a causa de violència d'extrema dreta contra els participants de la marxa. A causa d'això, deu persones, incloent alguns agents de policia que vigilaven l'esdeveniment, van resultar ferits.
El feminisme i activisme LGBT de Xarihina s'ha trobat amb una oposició continuada a Ucraïna. Quan va fer una conferència sobre el moviment LGBT en una llibreria a Khàrkiv, la reunió va haver de ser reubicada dues vegades: primer al centre de premsa Nakipelo i després al centre Izolyatsiya. Xarihina també va formar part de les queixes pels atacs a PrideHub, un centre comunitari de Khàrkiv. El centre va ser atacat per homes emmascarats que van llançar granades de fum el juliol de 2018, i més tard vandalitzat amb grafitis i sang d'animal. Els fets es van denunciar a la policia, i es van adreçar més de 1.000 cartes de queixa al Ministre de l'Interior Arsen Avakov, però no van haver-hi càstigs.
El març de 2019 Xarihina va ser una de les organitzadores de Setmana de Solidaritat de les Dones a Khàrkiv durant la primera setmana de març:
| «                                                                                                  | L'objectiu de l'esdevneiment es tornar a l'essència original del Dia Internacional de la Dona, quan les dones s'uneixen en la lluita pels seus drets. Aquest és un dia de solidaritat femenina, no de rams i dolços. La Setmana de la Solidaritat de les Dones és principalment un projecte educatiu, i estem unides no contra alguna cosa, sinó pel desenvolupament de la dona, les comunitats de dones i tota la societat ucraïnesa. | » |
| — Natalia Ivanova, International Women’s Day: Breaking Stereotypes, Kharkiv Observer, 8 març 2019. | |   |

El gener de 2020 va criticar el llavors Secretari d'Estat dels Estats Units de Mike Pompeo per visitar Ucraïna sense reunir-se amb líders del moviment LGBTQ.